# Antidiuretikus hormon
Az antidiuretikus hormon (ADH) kilenc aminosavból felépülő polipeptid hormon, melynek elsődleges feladata a szervezet vízmérlegegyensúlyának fenntartása, a víztartalom megőrzése. A kiszáradás elleni védelmet biztosító antidiuretikus hormonhatás a vese gyűjtőcsatornáiban jön létre. Az ADH fokozza a csatornák falában a só (NaCl) reabszorpcióját, illetve növeli a víz visszaáramlását az elővizeletből a keringésbe, aminek természetes velejárója a vizelet mennyiségének csökkenése. Az ADH igen erős érösszehúzó hatással is rendelkezik. A hormon a központi idegrendszerben neuromodulátor vagy ingerületátvivő szerepet tölthet be, továbbá elősegíti a szocializációt és segíti a tanulás folyamatát is. Az ADH bioszintézisének és felszabadulásának elsődleges helye a hipofízis hátsó lebenye, de kisebb mennyiségben a központi idegrendszeren kívül is termelődik.
A szakirodalomban az antidiuretikus hormonnak több elnevezése és ennek megfelelően több rövidítése is használatos. Felfedezését követően hosszú időn át kizárólagos elnevezése a vazopresszin (vasopressin) volt. Emberben az úgynevezett arginin-vazopresszin a természetes hormon, ennek rövidítése AVP. Az antidiuretikus hormon (ADH) és az AVP tehát szinonimák, de az AVP egyben a humán eredetre is utal.

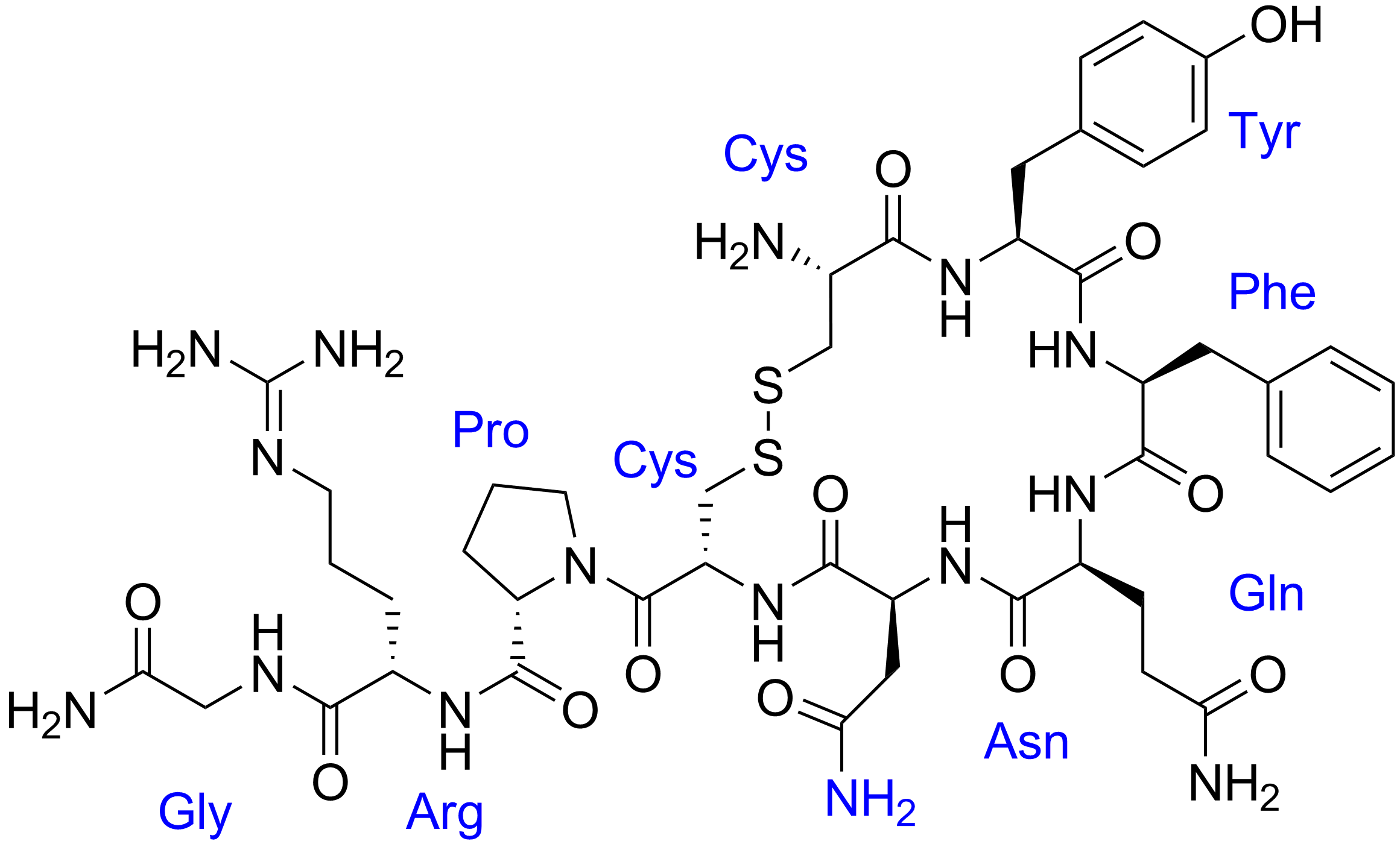
Az ADH (vazopresszin, AVP) szerkezeti képlete. A felépítő kilenc aminosav nevének rövidítése kékkel jelölve

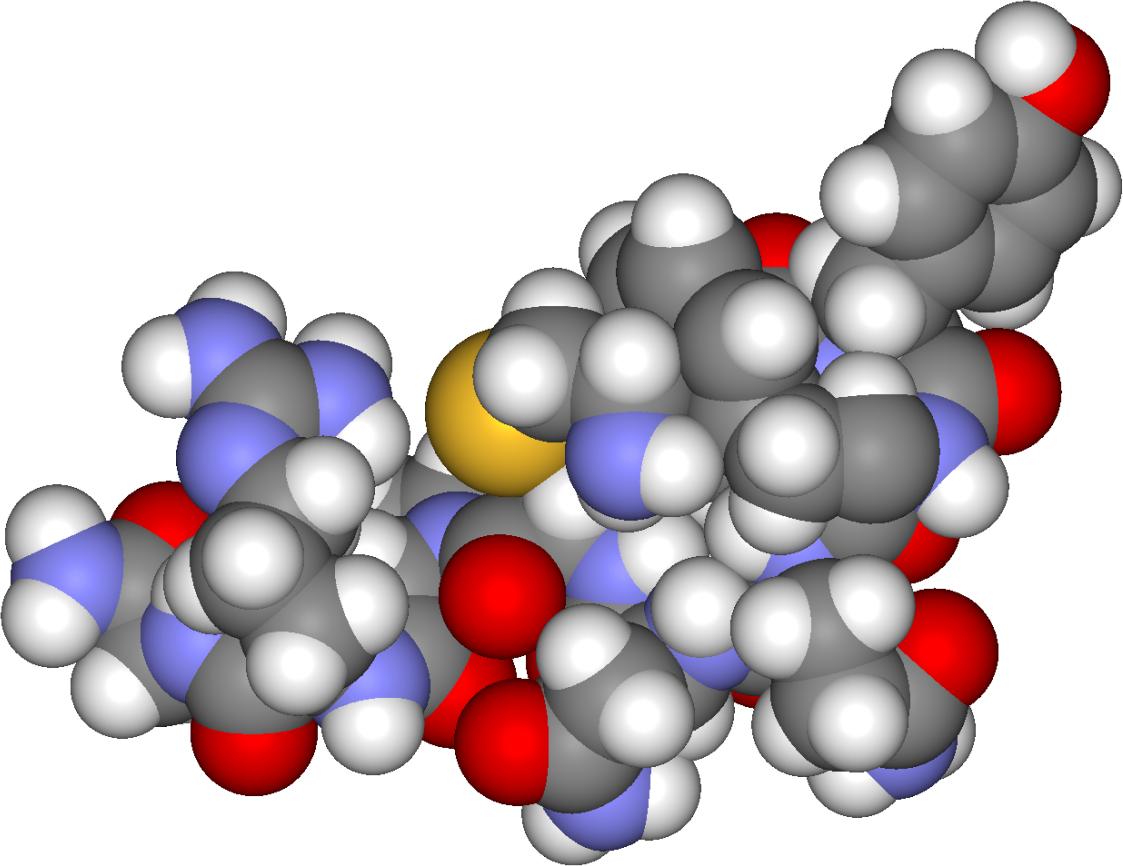
Az ADH-molekula kalottamodellje

## Az ADH élettani jelentősége
Az evolúció során a fejlődő szervezetek egyik legnagyobb, az életet fenyegető kockázata a kiszáradás, amelynek elkerülése kritikus fontosságú minden élő organizmus számára. A kiszáradás elkerülésének egyik hatékony módja a vízvisszatartás, vagyis a vízkiválasztás radikális csökkentése a vesékben.
Ismert jelenség, hogy forró, meleg napokon – különösen akkor, ha a levegő páratartalma is igen magas – az emberek erősen izzadnak, ami jelentős mennyiségű vízvesztéssel terheli a szervezetüket. Fokozott vízvesztéssel járó, kritikus körülmények között a vese vizeletkiválasztása a minimumra csökken, szinte leáll, és vizelet alig képződik. Ilyen esetben még a kellő mértékű vízpótlás ellenére is a vese vízkiválasztása, tehát a vizeletürítés leállása órákig tarthat, amely csak az esti órákban rendeződik.
Amikor a szervezet kevés vízhez jut vagy verejtékezés következtében sok vizet veszít, a vérplazma elektrolitkoncentrációja (nátrium-, klorid-, illetve káliumionok) növekszik. A vérplazma emelkedett sókoncentrációját a hipotalamusz ozmoreceptorai érzékelik, és serkentik az ADH-termelő sejtekben a hormon szintézisét, majd annak felszabadulását és véráramba kerülését az agyalapi mirigyből.
A keringéssel az ADH a vese gyűjtőcsatornáihoz jut, és a csatorna falát alkotó sejtek membránjában található ADH-receptorokhoz kötődik. Ezt követően egy bonyolult biokémiai mechanizmus révén a víz reabszorbciója a tubulusokból jelentősen megnő, és a víz visszajut a véráramba. A hormon molekuláris hatásmechanizmusa rendkívül összetett. A könnyű megértést szolgálva, a mechanizmust leegyszerűsítve azt lehet mondani, hogy az ADH a vesében azoknak az akvaporin vízcsatornáknak a számát növeli vagy csökkenti, amelyek a víz visszaszívásáért felelősek.
A vese működése alapvetően két meghatározó lépésből áll. A vese glomerulusai a vérplazma fehérjementes „szűrletét” a tubulusok kapillárisaiba juttatják, amely kapillárisok mind nagyobb és így vastagabb vizeletgyűjtő rendszerbe szállítják az elővizeletet. A tubulusokba jutott filtrátum napi átlagban meghaladhatja a 180 litert, ezért ennek a folyadéknak túlnyomó részét a tubulusok visszajuttatják a keringésbe. A maradék – naponta átlagosan 1,5 liter – szűrlet távozik vizelet formájában. Az ADH ennek az 1% körüli vízmennyiségnek a távozását is képes megakadályozni, ha a szervezet kiszáradásának veszélye fennáll. Vagyis az, hogy mennyi víz szívódjon vissza és mennyi víz távozzon a vizelettel, azt a szervezetünk az ADH segítségével képes szabályozni. Tehát a szervezet intenzív vízvisszatartása az antidiuretikus hormon vesére gyakorolt hatásának egyenes következménye.
Az ADH vizeletmennyiség szabályzásában betöltött szerepét jól mutatja, hogy a hormon jelenléte nélkül a vizelet mennyisége meghaladhatja a napi 12 litert. Ilyen hormonmentes körülmény csak kóros esetben fordul elő, például diabetes insipidus (húgyár) esetén. Ha a szervezet folyadékháztartása normálisan működik, akkor az ADH ezt a 12 litert meghaladó mennyiséget akár napi 0,5 literig redukálhatja, attól függően, hogy a szervezetnek mennyi vízre van szüksége.
Ismeretes, hogy a ADH-molekula mesterségesen megemelt, magas koncentrációban a vízvisszatartó hatáson kívül még számos más hatással is rendelkezik, de a szervezet normál hormonszintje csak a vízkonzerváló hatás elérésére képes.

## Mérföldkövek az ADH felfedezésében

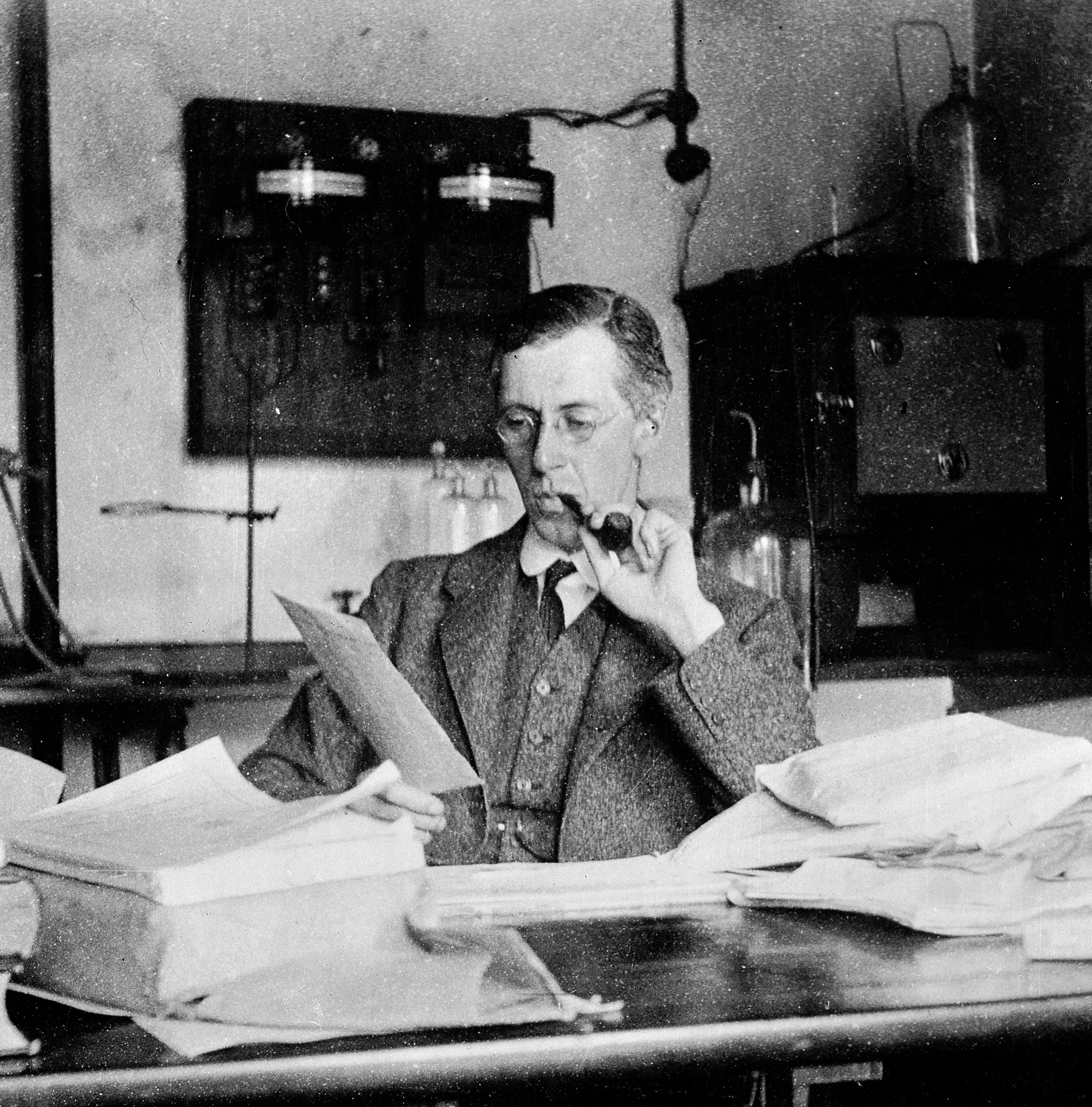
Henry Dale (1875–1968) angol farmakológus 1918-ban

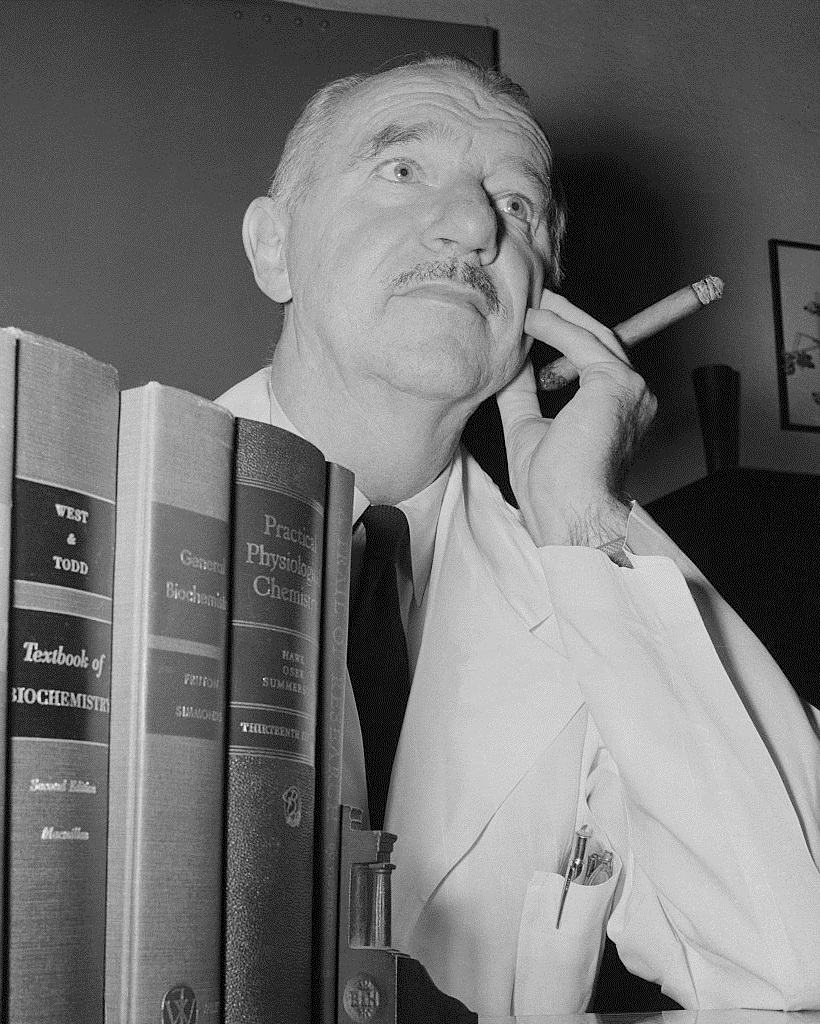
Az ADH szintetikus előállítását kidolgozó amerikai Vincent du Vigneaud (1901-1978) 1955-ben

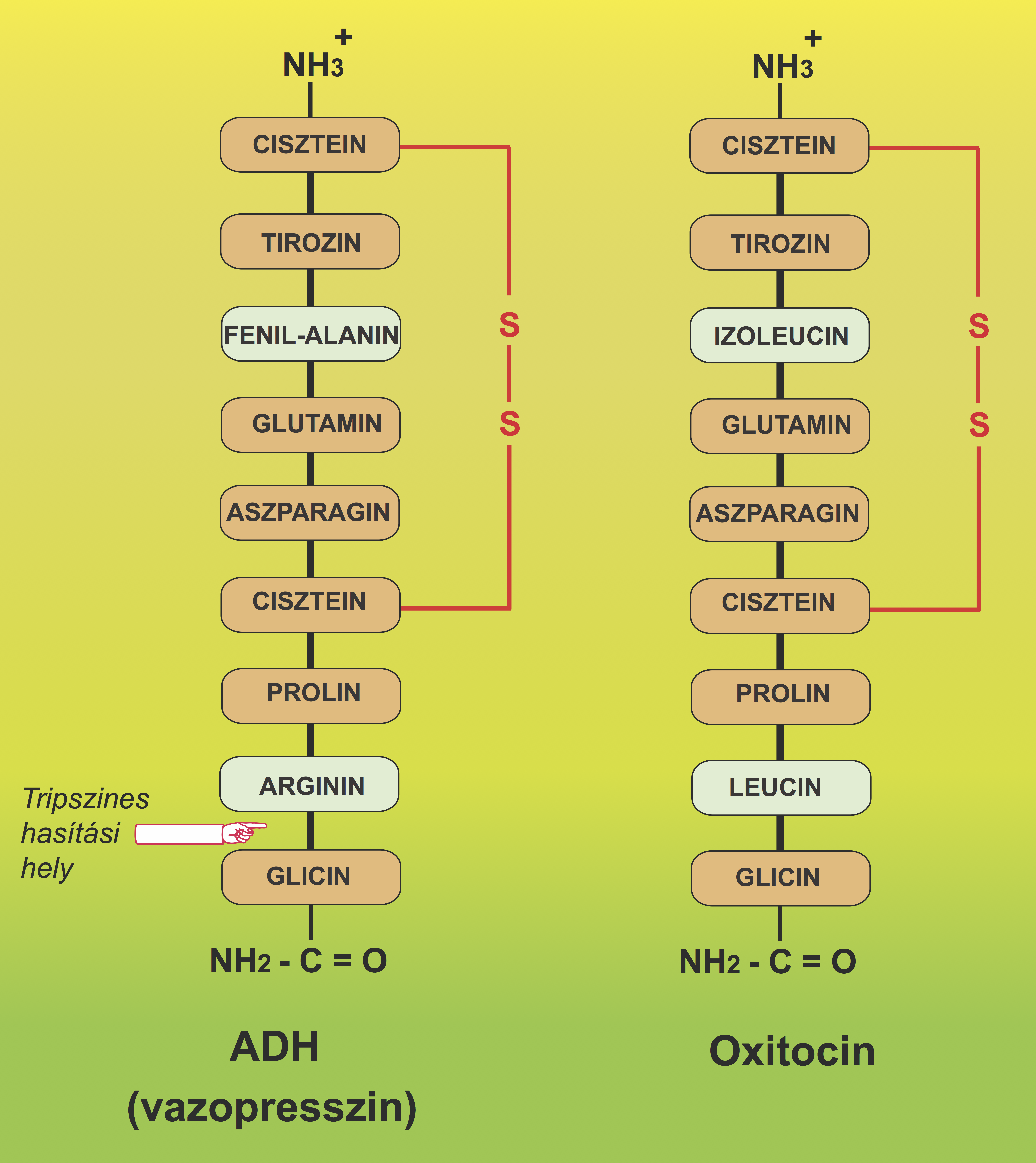
Az ADH-nak és a vele nagy szerkezeti hasonlóságot mutató oxitocinnak az aminosavsorrendje, a ciszteineket összekötő diszulfidhíddal. A tápcsatorna tripszinje a glicint lehasítva inaktiválja a hormont, ami miatt a szájon át történő alkalmazása nem hatásos. (Nelson nyomán)

A vazopresszin (kezdetben ez volt az egyetlen elnevezése az ADH-nak) első hatástani vizsgálatai a 19. század végén kezdődtek. Ebben az időszakban több orvosélettani laboratóriumban vizsgáltak vágóhídi eredetű, a szarvasmarha agyának különböző területeiről származó szövetkivonatokat. Így került sor több ezer szarvasmarha agyalapi mirigy, majd később célzottan a neurohipofízis szövetállományából származó szövetkivonat élettani és farmakológiai vizsgálatára.
Különös módon a neurohipofízis-kivonatok legszembetűnőbb fiziológiás hatásai ismertté váltak, még mielőtt azok hormontermészetére gondoltak volna. Az első megfigyelések alapján megállapították, hogy a kivonatok emelik az artériás vérnyomást, amelyből a vazopresszin elnevezés is származik, és amely úgynevezett „vazopresszin hatás” elnevezéssel került be a szakirodalomba.
Ezt követően 1906-ban (a későbbi Nobel-díjas Henry Hallett Dale (1875–1968) angol farmakológus kísérletei mutattak rá, hogy ugyanazok a neurohipofízis-kivonatok, amelyek a vérnyomás-emelkedésért felelősek, az izolált, kísérleti méhizom erős összehúzódását is eredményezik – amelyet azóta „oxitocin hatás” néven említ az orvosi irodalom. A szövetkivonatok legfontosabb (tehát az antidiuretikus) hatása még ekkor sem vált ismertté.
Érdekes módon csak két évtizeddel később, 1925-ben Ernest Starling és Ernest Basil Verney brit farmakológusok kísérletei nyomán derült fény arra, hogy a neurohipofízis-kivonatok csökkentik az átáramoltatott, izolált vese vizeletkiválasztását és úgynevezett antidiuretikus hatást fejtenek ki a vesén. Az is ismertté vált, hogy az említetteken kívül a neurohipofízis-kivonatok a szervezet legkülönbözőbb simaizmainak kontrakcióját is előidézik. Ez utóbbiak közül említést érdemel az emlőmirigy simaizomelemeire kifejtett hatás, amely mint később kiderült, az emlősök tejürítésének lényeges faktora.
A kivonatok változatos fiziológiai hatása miatt felmerült a fiziológusokban, hogy a hatásegyüttes esetleg több anyagtól származik. És valóban, néhány évvel később 1928-ban Oliver Kamm által vezetett kutatócsoport jelentette be, hogy a neurohipofízis-kivonatok biokémiai tisztítása és frakcionálása során sikeresen izoláltak két hatásos frakciót, az antidiuretikus hatású vazopresszint (azaz antidiuretikus hormont) és a méhizomzat kontrakcióját kiváltó oxitocint. Mindkét frakció polipeptid természetűnek bizonyult.
A további vizsgálatokból kiderült, hogy a különböző fajok neurohipofíziséből származó vazopresszin- és oxitocin-aktivitású peptidek aminosav-szekvenciája rendkívül hasonló, valamennyi 9 aminosavból álló polipeptid és molekulasúlyuk is azonos (1070). Ezt követően (1950-1953) került sor a két peptidhormon szintetikus előállítására az amerikai Vincent du Vigneaud (1901–1978) által vezetett biokémiai kutatólaborban, mely munkát kémiai Nobel-díjjal jutalmazták 1955-ben.
Később, a molekuláris biológia fejlődésével lehetővé vált különböző fajok genetikai vizsgálata, melyekből megállapítást nyert, hogy a vazopresszint, vagyis ADH-t kódoló gén nemcsak az emlősökben, de az alacsonyabb rendű élőlényekben is megtalálható, visszamenően a vízben élő hydra-fajokig (Cnidaria). Ennek alapján ma már kijelenthető, hogy az ADH az egyik legősibb gének egyike, amely mintegy 700 millió éves evolúciós múltra tekint vissza.

## Az ADH kémiája
Az ADH-molekula kémiai struktúrájának megismerése két okból vált szükségessé. Egyrészt csak a molekulaszerkezet pontos ismeretében érthető meg a hormonhatás mechanizmusa, másrészt klinikai célra történő szintetikus előállítása is csak ennek ismeretében lehetséges. Továbbá felmerült annak lehetősége is, hogy a természetes szerkezet kémiai módosításával egy annál erősebb vagy tartósabb hormonhatású szert állítsanak elő. Ez utóbbi cél érdekében számos szintetikus hormon-analógot szintetizáltak és vizsgálták azok hormon- vagy farmakológiai hatását. Ezek a vizsgálatok vezettek az antidiuretikus hatású gyógyszercsalád, az antidiuretikumok kifejlesztéséhez.
A gerincesekben található, természetes ADH-szerű hormonok szerkezetüket tekintve 9 aminosavból álló polipeptidek. A molekula egy 6 aminosavból felépülő ciklikus részből és a hozzá kapcsolódó tripeptid láncból épül fel. Az ADH-molekulában az 1. és a 6. aminosavat (mindkettő cisztein) diszulfidhíd köti össze, amelynek felbontása a hormonhatást megszünteti.
A tápcsatornában található emésztőenzimek egyike, a tripszin szintén képes inaktiválni a hormont azáltal, hogy a molekula C-terminális végén lehasítja az utolsó, a 9. aminosavat, a glicint. Ez a tény teszi alkalmatlanná a hormont, hogy terápiás célból szájon át, vagyis per os alkalmazzák. A hormon terápiás alkalmazása ezért csak az emésztőtraktus megkerülésével azaz parenterálisan lehetséges.
Az emlősök majd mindegyikében, az ADH-molekula oldalláncán a 8. helyen egy bázikus karakterű aminosav, az arginin található, kivételt képeznek a sertések, ahol ugyancsak bázikus aminosav, egy lizin a helyettesítő aminosav.

## Az ADH bioszintézise

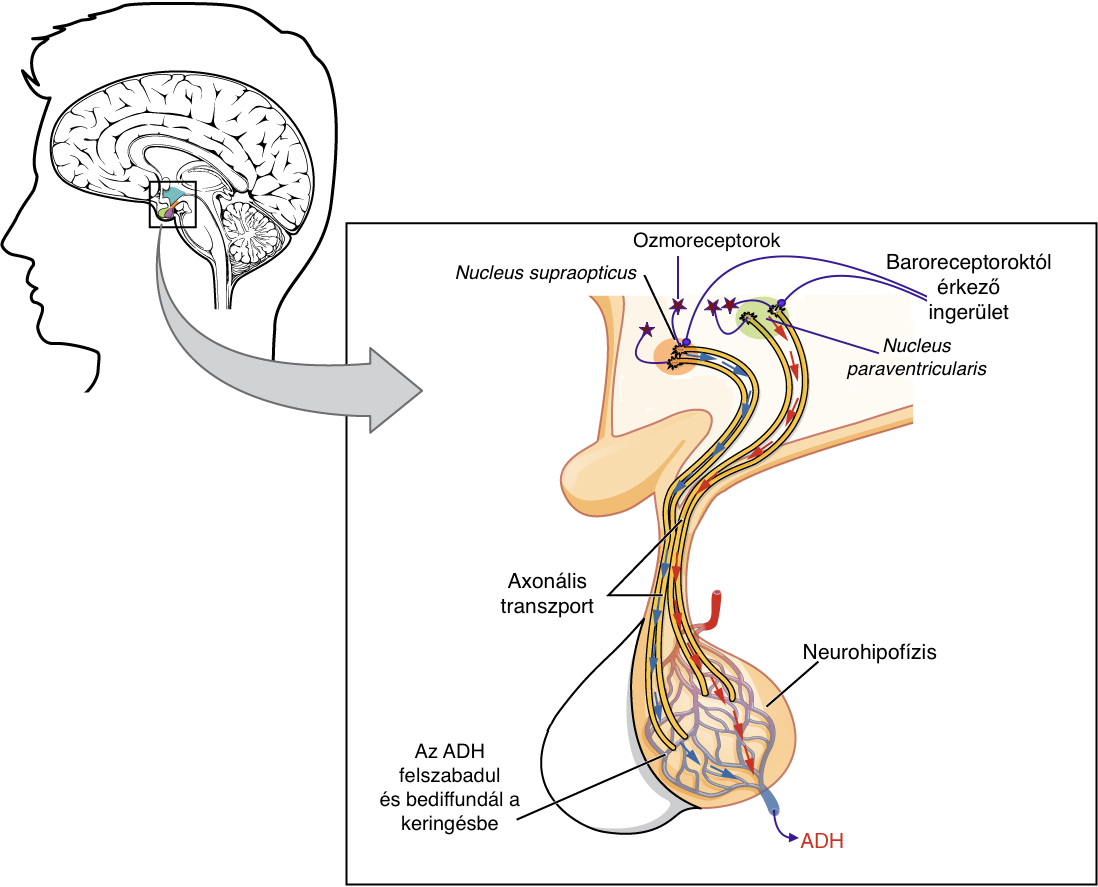
Az ADH szintézisének, axonális transzportjának és kiválasztásának vázlatos rajza a hipotalamuszban és a neurohipofízisben (Boron nyomán)

Sokáig tartotta magát az a tudományos nézet, miszerint az ADH termelődésének kizárólagos helye a hipotalamuszban van. Habár a hormon döntő többségét szintetizáló sejtek valóban a hipotalamusz elülső részében helyezkednek el, a legújabb vizsgálatok kimutatták, hogy a központi idegrendszeren kívül is termelődhet ADH a szívizomban, illetve a mellékvesében. Ennek pontos szerepe és jelentősége még nem tisztázott a fiziológusok előtt, de az eddigi megfigyelésekből arra lehet következtetni, hogy a szív stresszes állapotának csökkentésében, illetve a mellékvesékben az aldoszteron-szintézis szabályozásában van szerepe a perifériás ADH-termelésnek. Az új kutatási eredményektől függetlenül az ADH termelődésének elsődleges helyének továbbra is a hipotalamikus magvakat, vagyis a nucleus supraopticust és a nucleus paraventricularist tartják.
A polipeptidek (azaz a rövid aminosavláncok) bioszintézisére általában jellemző, hogy térszerkezeti okokból először egy hosszabb fehérje szintetizálódik a DNS-ben tárolt genetikai információk alapján, majd ebből a hosszú láncból egy vagy több lépésben, enzimatikusan kihasad a sejt számára szükséges rövid peptid. Rendszerint biológiai aktivitással csak ez utóbbi peptid-végtermék rendelkezik. Az ADH polipeptid bioszintézisére is ezek a szabályok érvényesek.
Az ADH szintézise az idegsejtek sejttestében (perikarionjában) történik, ahol először egy nagy molekulatömegű, fiziológiailag inaktív, ún. preprohormon képződik. A 168 aminosavból felépült preprohormon magában hordozza a 9 aminosav hosszúságú ADH-szekvenciát is. A bioszintézis következő lépésében a preprohormonról lehasad egy peptidszakasz, és létrejön a 145 aminosavat tartalmazó, még mindig inaktív prohormon, amely a sejttest granulumjaiban tárolódik, majd axonális transzporttal vándorol az axon teljes hosszában az idegsejt végződésébe, amelyek az agyalapi mirigy hátsó lebenyében (neurohipofízis) lévő kapillárisok körül végződnek.

## Az ADH szekréciója
Az ADH szekréciója alatt azt a folyamatot értjük, melynek során az n. supraopticus és n. paraventricularis rostjaiból a hormon az agyalapi mirigy hátsó lebenyét behálózó érkapillárisokba, tehát a keringésbe kerül. Hogy a szekréció milyen mértékű, az az említett két magcsoporthoz futó szabályzó ingerületektől függ. Normál fiziológiás körülmények között az emberi vérplazma ADH koncentrációja 1–2 pmol/l (~ 1–2 pg/ml).
A hipotalamuszban – az ADH-t termelő sejtcsoportokhoz közel – helyezkednek el azok az ozmoreceptorok, amelyek képesek érzékelni a vér ozmolalitásának változását, azaz kevésbé szakszerű megfogalmazásban a vér besűrűsödését. Az ozmoreceptorok a vér elektrolit koncentrációjának már minimális változását (2-3%-os emelkedést) is képesek érzékelni, melynek hatásárára idegimpulzusokat küldenek az ADH-t termelő sejtekhez. Ezek az ingerek váltják ki vagy emelik meg a sejtcsoport hormontermelését, illetve szekrécióját. Amikor vízbevitel révén (pl. vízivás) a vérplazma ozmolalitása csökken és eléri a 285 mosm/kg víz alatti értéket, a hormon szekréciója megszűnik.
A vér ozmolalitásának változásán túl a ADH-szekréció szabályozásában fontos ingert jelent még a szervezet vértérfogatának csökkenése (hipovolémia), valamint a vérnyomás hirtelen esése (hipotenzió) is. Ilyen jellegű változások történhetnek például baleset következtében kialakuló külső vagy belső vérzés esetén, amelyekről a nyomásérzékelő baroreceptorok küldenek ingerületi jeleket a hormontermelő sejtekhez. Ezek az ingerek is serkentik az ADH szekrécióját.

### ADH-szekréciót és azon keresztül a vizeletképződést befolyásoló anyagok és körülmények
A fentiekből látható, hogy normál fiziológiás körülmények között alapvetően két meghatározó inger – az ozmoreceptorokból és a baroreceptorokból érkező ingerületek – határozzák meg az ADH szekréciójának mértékét, és ezáltal befolyásolják a vizelet mennyiségét. Ezektől függetlenül számos anyag vagy fiziológiás állapot képes a hormonszekréciót befolyásolni, amit a mindennapi életben a vizelet mennyiségén, a vizeletürítés gyakoriságán vehetünk észre. Vagy sok esetben fel sem figyelünk rá.
Az ADH-szekréciót befolyásolni képes anyagok vagy állapotok nagy száma miatt ezek kimerítő, részletes felsorolása és tárgyalása meghaladja a kereteket, ezért a teljesség igénye nélkül csak néhány tipikus példa kerül ismertetésére.
- Hormonszekréciót serkentő, tehát vizelet-visszatartó hatás:
  - Emocionális hatások, mint trauma, erős fájdalom, félelem, pánik gátlólag hat a hormon szekréciójára.[25]
  - A hányinger vagy hányás utáni állapot növeli az ADH keringésbe kerülését, melynek valószínű élettani magyarázata az elvesztett folyadék miatt létrejövő dehidratáció megelőzése lehet.[26]
    - Tartós szájszárazság következtében is kialakulhat reflektorikus úton gátolt hormonszekréció, illetve ily módon vizeletvisszatartás.[25]
    - Oxigénhiányos állapot (hypoxia) gátlólag hat a hormon felszabadulására.[26]
    - Számos, a szervezetben található endogén anyag is képes a szekréció gátlásával vízkonzerváló hatást elérni, mint az acetilkolin, dopamin, hisztamin, angiotenzin II, egyes neuropeptidek, P-anyag.[25]
    - A klinikai gyakorlatban használt gyógyszerek között sok olyan is található, amelyeknél mellékhatásként jelentkezik a vízkonzerváló hatás a hormonszekréció gátlásán keresztül. Az ide tartozó gyógyszerek a triciklusos antidepresszánsok, a morfin antagonisták, a daganatos megbetegedésekre használt sejtosztódásgátló vinkrisztin.[3]
- Hormonszekréciót gátló, tehát vizeletnövelő hatás:
  - Az alkohol – talán a legismertebb diuretikum –, amely az ADH szekréciójának gátlásán keresztül fejti ki a vizelettérfogatot erősen növelő hatását.[25]
  - Egyes gyógyszerek gátlólag hatnak az ADH-szekrécióra, ezzel rontva a szervezet vízkonzerváló képességét. Ide tartoznak a barbiturátok, neuroleptikumok, a vérnyomáscsökkentőként használt klonidin, valamint a morfin kisebb dózisa.[3][26]
  - A nikotin szintén rendelkezik ADH-vérszint-csökkentő hatással, ami a vízvisszatartást akadályozza, és amely kezdő dohányosoknál jól megfigyelhető.[26]

A vazopresszint az AVP gén expressziója befolyásolja, melyet a fő CLOCK-irányított gének kezelnek. E cirkadián körben, a transzkripció-transzláció visszacsatolási ciklusban (TTFL) a PER2 felhalmozódik és a kazeinkináz 1 ε-izoforma foszforilálja. A PER2 ezután gátolja a CLOCK és BMAL1 transzkripciós faktorokat a PER2-szint csökkentéséhez. Ugyanekkor a PER2 gátolja az AVP transzkripciós faktorait annak, a vazopresszinnek és más AVP-termékek expresszióját szabályozandó.
Számos tényező befolyásolja a vazopresszinszekréciót:
- Patkányokban az etanol csökkenti a kalciumdependens AVP-szekréciót a feszültségkapus kalciumcsatornák blokkolásával a neurohipofizeális idegvégekben.[29]
- Az angiotenzin II stimulálja az AVP-szekréciót általános presszor- és provolumikus hatásai fenntartásával.[30]
- Az atriális nátriuretikus peptid részben az angiotenzin II-indukált AVP-szekréció-stimulációt csökkentve inhibeálja az AVP-szekréciót.[30]
- A kortisol gátolja a vazopresszinszekréciót.[31]

## Az ADH fiziológiai és farmakológiai hatásai
Az antidiuretikus hormonnal foglalkozó szakirodalom határozottan különbséget tesz a hormon farmakológiai és élettani hatása között. Az ADH elsődleges élettani feladata a vízkonzerválás, tehát a szervezet vízvisszatartó működésének a támogatása, szabályozása. Emellett számos más hatással is rendelkezik, de a legtöbb szakirodalmi forrás csak egyetlen hormonális hatást, az antidiuretikus aktivitást fogadja el fiziológiás hormonhatásnak. A molekula összes többi hatását farmakológiai hatásként kategorizálják. Farmakológiai hatásról illetve farmakológiai dózisról akkor beszélünk, ha valamely biológiai hatóanyag (hormon, vitamin, fehérje stb.) nagyobb adagja olyan hatást vált ki a szervezetben, amely a kisebb, azaz normál fiziológiás adagokra nem jön létre, illetve a normál fiziológiás szabályozási folyamatokban sem játszik szerepet.
Az antidiuretikus hatás már rendkívül kicsi, az ADH 2 ng (nanogram) intravénás bevitelénél érvényesül, ami megfelel a normál fiziológiás szint körüli értéknek. Ezzel szemben a már fiziológiás szintet lényegesen meghaladó 200-400 ng-ot kell adagolnunk az ADH-ból ahhoz, hogy az artériás vérnyomás értékelhető mértékben emelkedjen. Ezért az ADH vérnyomásemelő, illetve simaizom-összehúzó hatását mint farmakológiai hatást tartjuk nyilván.

### Az ADH receptorai
Ahhoz, hogy a vérkeringésbe került ADH a célsejteken hatást tudjon kiváltani, a hormonnak a sejtmembránon található hormonkötő struktúráihoz, az úgynevezett ADH-receptorokhoz kell kötődnie. Ezek a struktúrák a – receptorokra jellemző módon – specifikusan csak ADH-t képesek megkötni. A hormon ugyan nem jut be a sejt belsejébe, de a receptor és a hormon között létrejött kötés eredményeként a sejt belsejében egy sor biokémiai folyamat indul el. Ebből következik, hogy a hormon csak azokra a szervekre, szövetekre vagy sejtekre tud hatást kifejteni, ahol ADH-receptorok találhatók.
Mai tudásunk szerint az emberi szervezetben két ADH-receptor alaptípus található, amelyeket V1 és V2 ADH-receptor elnevezéssel tárgyal a szakirodalom. Részletesebb vizsgálatok alapján a V1 receptortípuson belül – apró strukturális különbségeik és néhány más tulajdonságuk miatt – további V1a, illetve V1b altípust különböztetnek meg.
A lényegi eltérés a receptortípusok között az, hogy azok más-más biokémiai folyamatok beindítására képesek a sejten belül. Ami érthető is, ha figyelembe vesszük, hogy más biokémiai folyamat zajlik le egy olyan sejt belsejében, ami a vese vízcsatornáit szabályozza, és más abban a simaizomsejtben, ami az erek összehúzódását eredményezi. A hatás szabályozottsága érdekében az is lényeges, hogy az eltérő receptortípusok más kémiai affinitással rendelkeznek, tehát más lesz az érzékenységük a hormon koncentrációjával szemben. Más megközelítésben ez azt jelenti, hogy az ADH célsejten kiváltott hatása attól függ, hogy milyen receptor altípus található a sejt külső felszínén. Ebből következik, hogy a fent említett fiziológiai és farmakológiai hatás eltérő volta a különböző receptortípusoknak az eredménye.
A V1-receptorok elsősorban simaizomsejteken, májsejteken, zsírsejteken, vérlemezkéken, a vese-gyűjtőcsatorna falának sejtjein és a hólyag falában mutathatók ki. A V1-receptor aktiválódása az erek simaizomzatának összehúzódását (ezzel vérnyomás emelkedést), a glikogénkészletek lebontását, vérlemezek aggregációját, ACTH-felszabadulást okoz.

### Az ADH fiziológiai hatása

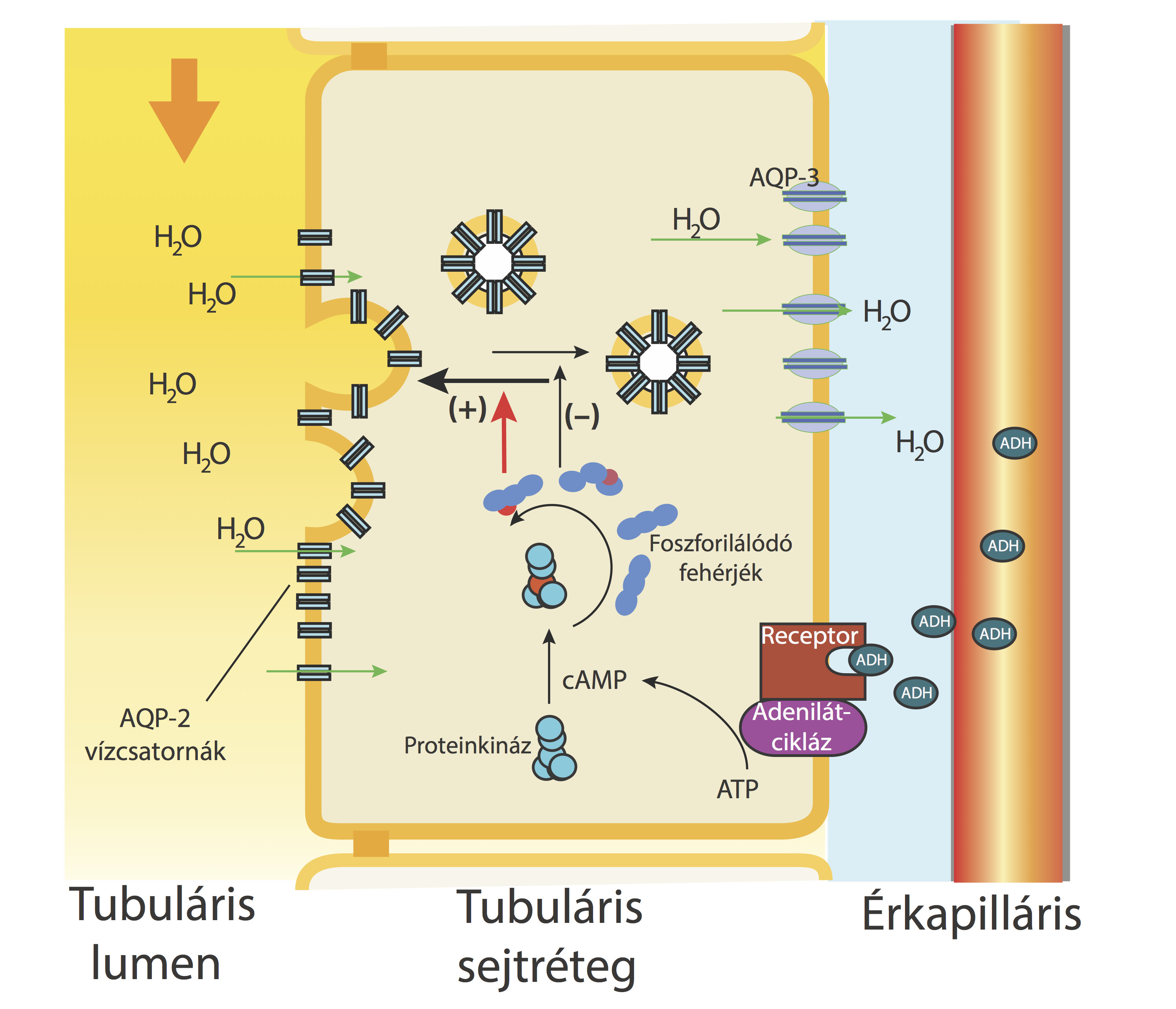
Az ADH hatása a tubuláris sejtek vízcsatornáira. A receptorához kötődő ADH aktiválja az adelilát-ciklázt, amely emeli a sejt cAMP-szintjét. Ez a proteinkináz aktiválásához vezet, ami olyan foszforilált fehérjéket eredményez, amelyek gátolják az AQP-2 vezikulákba rendeződését és inaktiválódását. (Brunton nyomán)

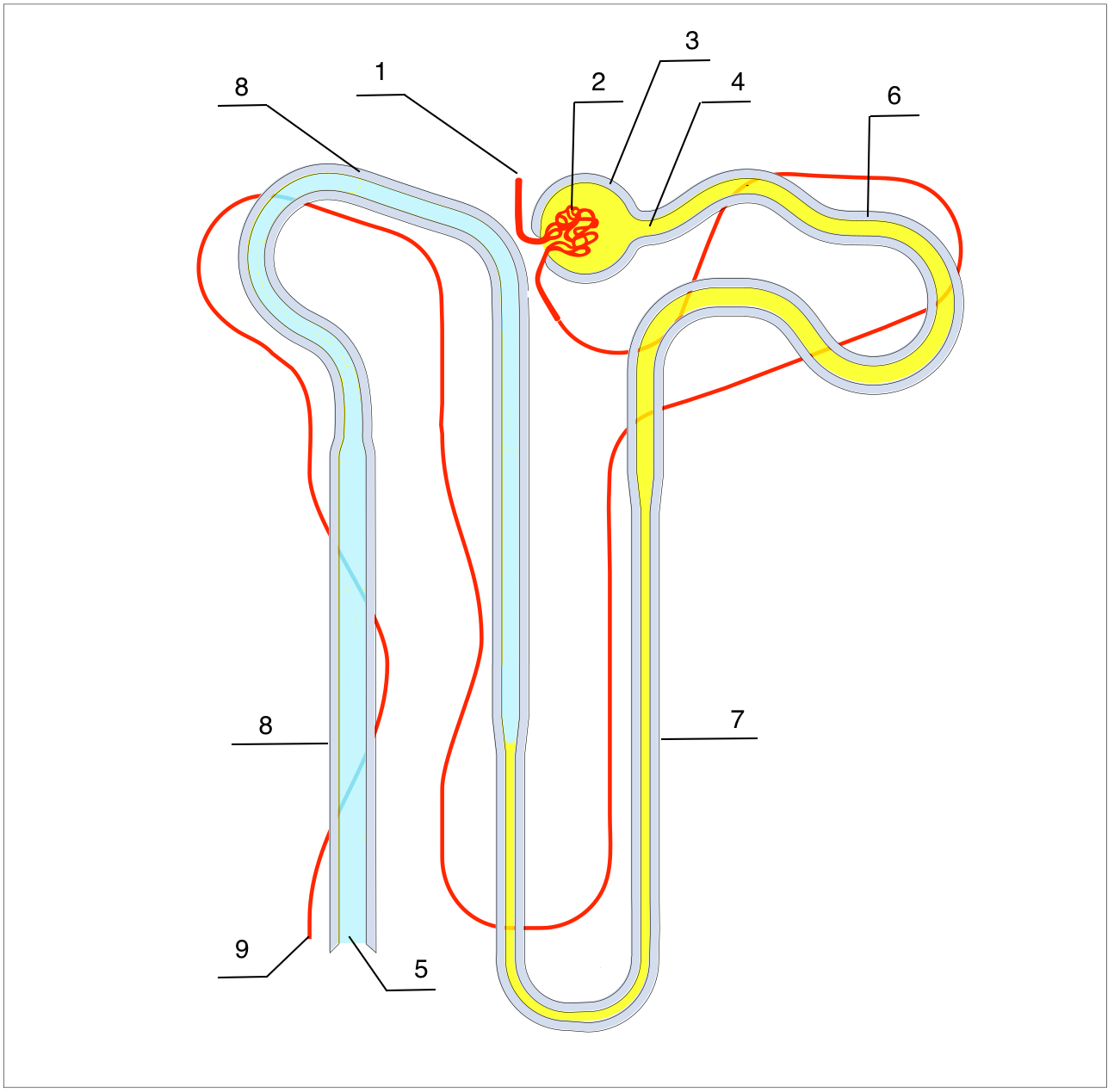
A nefron vázlatos rajza. Kékkel jelölve az ADH által szabályzott terület.
1. Befutó (afferens) arterióla
2. Glomerulus
3. Bowman-tok
4. A Bowman-tokot elhagyó primér vizelet
5. Vizelet
6. Proximális kanyarulatos csatorna
7. Henle-kacs
8. Disztális kanyarulatos csatorna, amely fokozatosan gyűjtőcsatornába megy át
9. Efferens arterióla

A vese a napi vizelet mennyiségét bizonyos határok között (0,5–12 liter) az ADH segítségével képes növelni vagy csökkenteni. Ez az antidiuretikus aktivitás a hormon egyetlen fiziológiás hatása, amelyet a vese nefronjaiban található akvaporin vízcsatornák számának változtatásával szabályoz.
A gyűjtőcsatornának a Henle-kacs utáni szakaszán a kapillárisok falában akvaporin-2 (AQP-2) típusú víztranszporter molekulák találhatók, amelyek lehetővé teszik a víz szabad kiáramlását a tubulustérből. A víz az AQP-2 vízcsatornákon keresztül spontán, szabadon jut előbb a sejt belsejébe, majd onnan tovább, egy más típusú vízcsatornán (AQP-3) át a vérpálya irányába távozik. A víz mindkét esetben energia felhasználása nélkül, az ozmotikus viszonyoknak megfelelő irányban mozog. Az akvaporin vízcsatornák száma meghatározza a kapillárisból kiáramló víz mennyiségét és ezáltal a visszamaradó vizelet térfogatát is. Ez egyben azt is jelenti, hogy az akvaporinmolekulák számával szabályozni lehet a tubulusból kiáramló víz mennyiségét. Az ADH pontosan ezt teszi, és ez az a pont, ahol a hormon a fiziológiás hatását molekuláris szinten érvényesíti. Fontos megjegyezni, hogy az antidiuretikus hormon csak a 2-es típusú akvaporin molekuláinak számát képes szabályozni. A szervezetben található más típusú vízcsatornákra nincs hatással.
Az akvaporin-2 (AQP-2) víztranszporter az akvaporin család egyik rendhagyó tagja. A vízcsatornák általában tartós jelleggel épülnek be a sejt membránjába és szabályozzák a sejt vízforgalmát. Az AQP-2 molekulák – a többi akvaporin-típustól eltérően – nem állandó alkotórészei a sejtmembránnak, hanem folyamatosan változtatják a helyüket. Vagy a sejtmembránban helyezkednek el, vagy a sejtmembrán befűződésével keletkező vezikulák falában, a sejt belsejében találhatók, mint egy raktárban. Az, hogy aktuálisan mennyi működő AQP-2 „szelep” van a tubulus sejt falában és mennyi tartalékban a sejt belsejében, azt a vérben keringő ADH koncentrációja határozza meg.
Az ADH-molekula nem képes a sejthártyán át a sejtbe bejutni, ezért nem is képes az akvaporinok elhelyezkedését közvetlenül befolyásolni. A hormon hatását úgy kell elképzelni, hogy az a sejtek felületén található ADH-receptorhoz kötődik, ezzel elindítva a sejt belsejében egy összetett biokémiai folyamatot, amely a vezikulákban raktározott akvaporint a gyűjtőcsatorna falába „kényszeríti”.
A hormon a keringésből kilépve a gyűjtőcsatorna ellentétes oldalán, a sejtmembránban található ADH-receptorokhoz (V2-receptor) kötődik. A kötődés eredményeként aktiválódik a membránban az adenilát-cikláz, amely megemeli az intracelluláris cAMP-szintet. Az emelkedett cAMP-szint sejten belüli fehérjék foszforilációjához vezet, amely fehérjék foszforilált formájukban akadályozzák az AQP-2 vezikuláris raktározását. Egyszerűbb megfogalmazásban ez azt jelenti, hogy a hormon a receptoron keresztül, a sejt belsejében olyan szerkezeti változásokat idéz elő a fehérjéken, amely változás megakadályozza, hogy a vízcsatornák vezikulákban raktározódjanak.

### Az ADH farmakológiai hatásai
Régóta ismert, hogy az ADH igen nagy adagban (1–2 µg) intravénásan adva 10-20 percig tartó vérnyomás-emelkedést okoz. Ebből az ismeretből származik az ADH máig használt vazopresszin elnevezése. A hormonra adott presszor válasz (vérnyomásemelő hatás) az agy és a vese kivételével a szervezet összes érterületére kiterjed. A vérnyomásemelő hatás a test arterioláinak és kapillárisainak összehúzódásával magyarázható. Ennek ellenére ezt a régen ismert és jól definiált hatást a terápiában a beteg vérnyomásának növelésére nem használják.
Az érösszehúzó hatás jelentősen csökkenti a véráramlást az érintett szervekben, szövetekben. Különösen figyelemre méltó a szív koszorúereiben és a tüdő artériában okozott keringési beszűkülés. Koronária-elégtelenségben szenvedő betegeknél már kis dózisú ADH adásakor is súlyos angina pectoris léphet fel. A fiziológiás vérszintet meghaladó koncentrációban az ADH hatással van a bélcsatornára, és összehúzó hatást fejt ki a méh izomzatára is.

## Az ADH központi idegrendszerben játszott szerepe
Az ADH-szintézisének helye elsődlegesen az agyban a hipotalamuszban, a nucleus supraopticusban és a nucleus paraventricularisban van, ahonnan a keringéssel jut el a perifériára és váltja ki az ismert hormonhatást. Az elmúlt néhány évtized kutatásai azt bizonyították, hogy a hipotalamuszon kívül az agy számos más területén is termelődik ADH, amely nem kerül be a keringésbe, hanem lokálisan az idegvégződésekben neurotranszmitter vagy neuromodulátor szerepet tölt be.
Az agyban termelődő ADH fiziológiás szerepét tisztázni akaró – főleg állatokon végzett – kísérletek alapján eddig a következő megállapítások születtek:
- Az autonóm idegrendszer részeként szívritmus, légzés és az artériás vérnyomás szabályozásban van szerepe.
- Természetes antipiretikus (lázcsillapító) faktor szerepét tölti be.
- Jelentősége van az alvás ritmusának szabályozásában, bár ennek pontos mechanizmusa nem ismert.
- A cirkadián ritmus kialakításában betöltött szerepe meghatározó.
- Szerepet tulajdonítanak az ADH-nak a magatartás, a viselkedés, a hangulat, a motiváció, az agresszió szabályozásában.
- Bár több szakember által is vitatott, de az ADH-nak jelentősége lehet a tanulásban, memóriában és feltehetően szerepe van a demencia és a depresszió patofiziológiájában is.
- A legújabb kutatási eredmények arra engednek következtetni, hogy – az oxitocinhoz hasonló módon – a párkapcsolatok, az erős szociális érzelmi kötödés (ember esetében „szerelem”) kialakításában is van jelentősége. Néhány kutatólabor vizsgálata és megállapítása tovább megy, és szerepet tulajdonít az ADH-nak a partnerválasztásban, a szexuális dimorfizmusban, a szexuális preferencia, illetve a szexuális irányultság kialakításában.

## Az ADH kórélettani vonatkozásai
Az antidiuretikus hormon tartós és teljes hiánya esetén a disztális tubulus és a gyűjtőcsatorna falát alkotó sejtek vízzel szemben nem permeábilisak, hiányoznak a sejtmembránból az AQP-2 vízcsatornák. Ennek következménye a víz reabszorbciójának teljes hiánya. A beteg a glomerulus-filtrátum 15%-ának megfelelő mennyiségű folyadékot is veszíthet, és így az ürített napi vizelet mennyisége akár a napi 10–20 litert is elérheti. A beteget eközben állandó szomjúságérzés gyötri. Ezt a betegséget nevezik centrális diabetes insipidusnak, mert a probléma gyökere a hipofízisben van.
Ugyanilyen tünetekkel jár a renális (veséhez tartozó) diabetes insipidus, amelynél a vesékben az akvaporin-2 vízcsatornák vagy az ADH-receptor károsodása áll a betegség hátterében.

## Az ADH terápiás alkalmazása
Az ADH több hatással is rendelkezik, de potenciális terápiás lehetőség csak két hatás esetében merül fel.
Magasabb koncentrációban a simaizmok kontrakcióját váltja ki, ami azzal jár, hogy az érfalak simaizomzatának összehúzódása (tehát az erek beszűkülése) emeli a vérnyomást. Ez a vérnyomásemelő hatás mindössze 10-20 percig tart, mely után a hormon a szervezetben inaktiválódik. Terápiás célból ilyen rövidtávú vérnyomásemelésre ritkán van szükség (pl. baleset utáni kivérzéses állapotnál). Hosszan tartó alkalmazásra, tehát alacsony vérnyomásos betegek krónikus kezelésére nyilvánvalóan egy ennyire rövid hatású szer nem alkalmas. További problémát jelent, hogy az ADH egy peptidhormon – és ahogy az korábban említve lett –, a tápcsatorna emésztőenzimei gyorsan lebontják, inaktiválják. Ebből következik, hogy szájon át alkalmazni – ami krónikus terápiában fontos szempont – nem lehet. A hormon rövidtávú presszor hatása mellett van egy hosszan tartó markáns antidiuretikus hatása is, amely ebben az esetben mint nemkívánt mellékhatás jelentkezik. Végül az sem elhanyagolható szempont, hogy a terápiás célra szánt hormont állatok (disznó, marha) agyalapi mirigyéből tisztítják-e, vagy peptidszintézissel (tehát szintetikusan, „kémcsőben”) állítják elő. Ezek az eljárások rendkívül költségessé teszik az ADH-t a jobb farmakológiai paramétereket mutató adrenalinnal vagy noradrenalinnal szemben.
Az ADH központi szerepet tölt be a szervezet vízháztartásában. Az ozmotikus egyensúly fenntartásában az egyik legerősebb ismert antidiuretikum. Ebből következik, hogy terápiás célból antidiuretikumként jól használható például centrális diabetes insipidusban, ahol a beteg napi 10-20 liternyi vizeletét redukálhatja normális szintre. A hormon antidiuretikus használatakor viszont figyelembe kell venni az ebben az esetben jelentkező nemkívánatos vérnyomásemelő mellékhatást is. Ez utóbbi mellékhatás csökkentése érdekében változtatások történtek a molekula szerkezetében és új szintetikus ADH-analógok kerülhettek klinikai használatba. Nagyszámú analóg szintézise kapcsán sikerült kifejleszteni a dezmopresszint, mely az egyik leggyakoribb klinikai használatban lévő ADH-analóg.
A nagyszámú ADH-analóg felsorolása, szerkezeti és hatástani összefüggéseik ismertetése meghaladja a kereteket, ezért példának csak egy tipikus analóg kerül említésre. A farmakológiai tesztekből kiderült, hogy a kilenc aminosavból felépülő ADH-molekula 1. aminosaván történő dezamináció és a 8-as helyzetű l-arginin lecserélése 
d-argininra megnyújtja a hormonhatás idejét, és 3000-szeresen növeli az antidiuretikus aktivitást, miközben a gyenge presszorhatás változatlan marad. Így született az 1-dezamino-8-
d-arginin-vazopresszin (desmopressin, DDAVP).

## Fordítás
Ez a szócikk részben vagy egészben  a   Vasopressin című angol Wikipédia-szócikk ezen változatának fordításán alapul.  Az eredeti cikk szerkesztőit annak laptörténete sorolja fel. Ez a jelzés csupán a megfogalmazás eredetét és a szerzői jogokat jelzi, nem szolgál a cikkben szereplő információk forrásmegjelöléseként.